# تحصیل میلسی
تحصیل میلسی (به اردو: تحصِيل مَيلسى) یک تحصیل در پاکستان است که در پنجاب واقع شده‌است.